# Јангвуд (Пенсилванија)
Јангвуд (енгл. Youngwood) град је у америчкој савезној држави Пенсилванија.

## Демографија
По попису из 2010. године број становника је 3.050, што је 1.088 (-26,3%) становника мање него 2000. године.
| Група             | 2000.         | 2010.         |
| Белци             | 3.533 (85,4%) | 2.962 (97,1%) |
| Афроамериканци    | 482 (11,6%)   | 25 (0,8%)     |
| Азијати           | 7 (0,2%)      | 5 (0,2%)      |
| Хиспаноамериканци | 98 (2,4%)     | 19 (0,6%)     |
| Укупно            | 4.138         | 3.050         |